# Mistrzostwa świata do lat 18 w hokeju na lodzie mężczyzn 2020/I Dywizja
Mistrzostwa świata do lat 18 w hokeju na lodzie mężczyzn I Dywizji 2020 rozegrane zostaną w dniach 13 – 19 kwietnia (Grupa A) oraz 12 - 18 kwietnia (Grupa B).
Do mistrzostw I Dywizji przystąpi 12 zespołów, które zostały podzielone na dwie grupy po sześć zespołów. Zgodnie z formatem zawody I Dywizji odbędą się w dwóch grupach: Grupa A na Słowacji (Nowa Wieś Spiska), zaś grupa B we Włoszech (Asiago). Reprezentacje rywalizować będą systemem każdy z każdym.
Hale, w których przeprowadzone zostaną zawody:
- Zimný štadión w Nowej Wsi Spiskiej – Dywizja IA,
- PalaOdegar w Asiago – Dywizja IB.

Turnieje zostały odwołane z powodu pandemii COVID-19.

## Grupa A
Do mistrzostw świata elity w 2021 z Grupy A awansuje najlepsza reprezentacja. Ostatni zespół Grupy A zostanie zdegradowany i w 2021 zagra w Grupie B.
| 13 kwietnia 2020 | Francja | 12:00 | Dania | Zimný štadión, Nowa Wieś Spiska |

| 13 kwietnia 2020 | Norwegia | 15:30 | Kazachstan | Zimný štadión, Nowa Wieś Spiska |

| 13 kwietnia 2020 | Japonia | 19:00 | Słowacja | Zimný štadión, Nowa Wieś Spiska |

| 14 kwietnia 2020 | Kazachstan | 12:00 | Francja | Zimný štadión, Nowa Wieś Spiska |

| 14 kwietnia 2020 | Dania | 15:30 | Japonia | Zimný štadión, Nowa Wieś Spiska |

| 14 kwietnia 2020 | Słowacja | 19:00 | Norwegia | Zimný štadión, Nowa Wieś Spiska |

| 16 kwietnia 2020 | Japonia | 12:00 | Norwegia | Zimný štadión, Nowa Wieś Spiska |

| 16 kwietnia 2020 | Kazachstan | 15:30 | Dania | Zimný štadión, Nowa Wieś Spiska |

| 16 kwietnia 2020 | Słowacja | 19:00 | Francja | Zimný štadión, Nowa Wieś Spiska |

| 17 kwietnia 2020 | Kazachstan | 12:00 | Japonia | Zimný štadión, Nowa Wieś Spiska |

| 17 kwietnia 2020 | Norwegia | 15:30 | Francja | Zimný štadión, Nowa Wieś Spiska |

| 17 kwietnia 2020 | Dania | 19:00 | Słowacja | Zimný štadión, Nowa Wieś Spiska |

| 19 kwietnia 2020 | Francja | 12:00 | Japonia | Zimný štadión, Nowa Wieś Spiska |

| 19 kwietnia 2020 | Dania | 15:30 | Norwegia | Zimný štadión, Nowa Wieś Spiska |

| 19 kwietnia 2020 | Słowacja | 19:00 | Kazachstan | Zimný štadión, Nowa Wieś Spiska |

Tabela
| Lp. | Zespół     | M | Pkt | Z | Zd | Pd | P | G+ | G- | +/− |
| --- | ---------- | - | --- | - | -- | -- | - | -- | -- | --- |
| 1   | Dania      |   |     |   |    |    |   |    |    |     |
| 2   | Francja    |   |     |   |    |    |   |    |    |     |
| 3   | Japonia    |   |     |   |    |    |   |    |    |     |
| 4   | Kazachstan |   |     |   |    |    |   |    |    |     |
| 5   | Norwegia   |   |     |   |    |    |   |    |    |     |
| 6   | Słowacja   |   |     |   |    |    |   |    |    |     |

    = awans do elity     = utrzymanie w I dywizji grupy A     = spadek do I dywizji grupy B

## Grupa B
Do mistrzostw świata I Dywizji Grupy A w 2021 z Grupy B awansuje pierwsza drużyna. Ostatni zespół Grupy B zostanie zdegradowany i w 2021 zagra w mistrzostwach świata II Dywizji Grupy A.
| 12 kwietnia 2020 | Słowenia | 12:30 | Węgry | PalaOdegar, Asiago |

| 12 kwietnia 2020 | Polska | 16:00 | Ukraina | PalaOdegar, Asiago |

| 12 kwietnia 2020 | Włochy | 19:30 | Austria | PalaOdegar, Asiago |

| 13 kwietnia 2020 | Węgry | 12:30 | Polska | PalaOdegar, Asiago |

| 13 kwietnia 2020 | Austria | 16:00 | Słowenia | PalaOdegar, Asiago |

| 13 kwietnia 2020 | Ukraina | 19:30 | Włochy | PalaOdegar, Asiago |

| 15 kwietnia 2020 | Austria | 12:30 | Węgry | PalaOdegar, Asiago |

| 15 kwietnia 2020 | Ukraina | 16:00 | Słowenia | PalaOdegar, Asiago |

| 15 kwietnia 2020 | Polska | 19:30 | Włochy | PalaOdegar, Asiago |

| 16 kwietnia 2020 | Austria | 12:30 | Polska | PalaOdegar, Asiago |

| 16 kwietnia 2020 | Węgry | 16:00 | Ukraina | PalaOdegar, Asiago |

| 16 kwietnia 2020 | Włochy | 19:30 | Słowenia | PalaOdegar, Asiago |

| 18 kwietnia 2020 | Ukraina | 12:30 | Austria | PalaOdegar, Asiago |

| 18 kwietnia 2020 | Słowenia | 16:00 | Polska | PalaOdegar, Asiago |

| 18 kwietnia 2020 | Węgry | 19:30 | Włochy | PalaOdegar, Asiago |

Tabela
| Lp. | Zespół   | M | Pkt | Z | Zd | Pd | P | G+ | G- | +/− |
| --- | -------- | - | --- | - | -- | -- | - | -- | -- | --- |
| 1   | Austria  |   |     |   |    |    |   |    |    |     |
| 2   | Polska   |   |     |   |    |    |   |    |    |     |
| 3   | Słowenia |   |     |   |    |    |   |    |    |     |
| 4   | Ukraina  |   |     |   |    |    |   |    |    |     |
| 5   | Węgry    |   |     |   |    |    |   |    |    |     |
| 6   | Włochy   |   |     |   |    |    |   |    |    |     |

    = awans do I dywizji grupy A     = utrzymanie w I dywizji grupy B     = spadek do II dywizji grupy A